# Фасоль флотская
Фасоль флотская, фасоль жемчужная, фасоль бостонская, фасоль горохообразная белая или фасоль горохообразная — разновидность фасоли обыкновенной (Phaseolus vulgaris) родом из Америки, где она была впервые одомашнена. Это сухая белая фасоль, которая мельче многих других сортов белой фасоли, и имеет овальную, слегка приплюснутую форму. Она присутствует в таких блюдах, как печёная фасоль различные супы, такие как «сенатский фасолевый суп», и даже пироги.
Посевы зеленой фасоли, дающие фасоль флотскую, могут быть либо кустового, либо вьющегося типа, в зависимости от того, к какому сорту они относятся.

## История

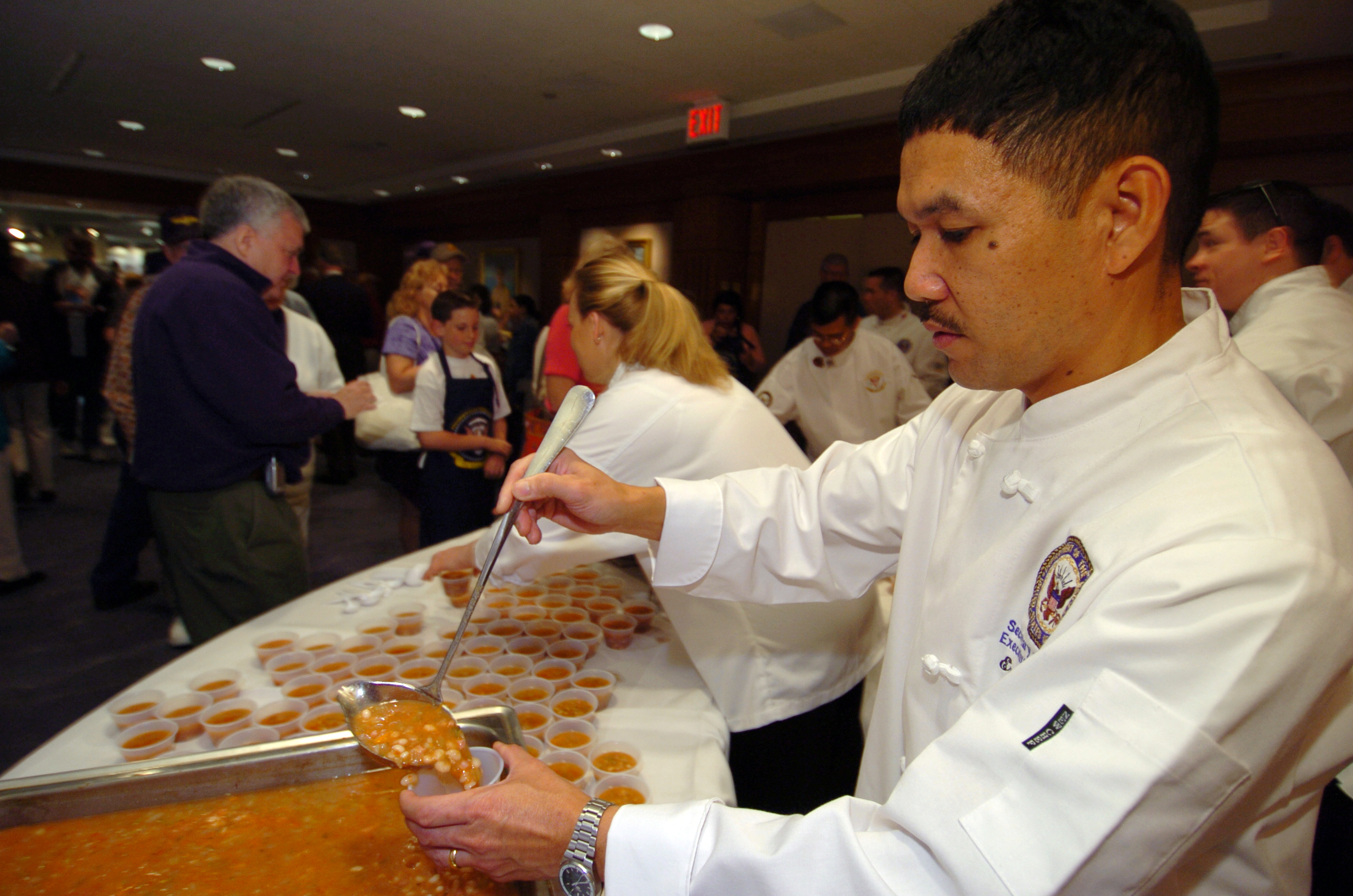
Флотская фасоль поданная в Военно-морском мемориале (2007 г.)

Название «фасоль флотская» возникло потому, что в ВМС США подавали эти бобы в качестве основного блюда своим морякам с середины 1800-х годов.
В Австралии выращивание фасоли флотской началось во время Второй мировой войны, когда возникла необходимость найти экономичный способ снабжения питательной пищей многих войск (особенно американских) базирующихся в Квинсленде. Вооруженные силы Соединенных Штатов содержали большую базу в городке Кингарой и имели также множество баз и лагерей на юго-востоке Квинсленда. Это существенно способствовало широкомасштабным посадкам этой фасоли. Другим популярным названием фасоли в то время было «янки-бобы» (the Yankee bean).

## Сорта
Сорта фасоли флотской включают:
- «Дождливая река» (Rainy River)[9]
- «Крепкий» (Robust) — устойчивый к вирусу мозаики фасоли обыкновенной[10], который передаётся через семена[9]
- Мишелайт (Michelite) — потомок сорта «Robust», но с более высокой урожайностью и лучшим качеством семян[9]
- Санилак (Sanilac) — первый кустовой сорт фасоли флотской[9]

## Другие типы белой фасоли
Другие типы белой фасоли включают:
- Каннеллини (или фазолия[2]), фасоль почкообразная белая, белый кидни — крупнее, чем фасоль флотская, и тесно связана с красной фасолью «кидни». Она используется в супах минестроне[2], популярна в центральной и южной Италии, но впервые появилась в Аргентине[2].
- Фасоль Лима, также известная как фасоль сливочная, фасоль луновидная[11], или фасо́ль лунообра́зная, или фасоль лу́нная (лат. Phaseolus lunatus) — вид растений рода Фасоль (Phaseolus) семейства Бобовые (Fabaceae). Родина растения — Перу.
- Великий Север, также называемая крупная белая фасоль — крупнее, чем фасоль флотская, но меньше, чем фасоль «каннеллини». Она имеют приплюснутую форму, похожую на фасоль Лима, и нежный вкус.
- Турецкие бобы, разновидность фасоли многоцветковой (лат. Phaseolus coccineus) — представляют собой крупную белую фасоль, известную в Греции как «гиганты» (греч. γίγαντες) и «слоны» (греч. ελέφαντες).
- Фасоль мозговая — белая фасоль от среднего до крупного размера со вкусом бекона, которая была популярна для приготовления печёной фасоли в США в 19-м и начале 20-го веков[12].

## Питательная ценность
Белая фасоль является наиболее распространенным из известных растительных источников фосфатидилсерина (PS). Она содержит заметно высокие уровни апигенина, 452 ± 192 мкг/кг, которые сильно различаются среди бобовых.
Было показано, что потребление печёных бобов снижает общий уровень холестерина и холестерина липопротеинов низкой плотности. Это может быть, по крайней мере частично, объясняется высоким содержанием сапонинов в фасоли флотской. Сапонины также проявляют антибактериальную и противогрибковую активность, и было обнаружено, что они подавляют рост раковых клеток. Кроме того, фасоль флотская является самым богатым источником феруловой и паракумаровой кислоты среди обычных сортов фасоли.

## Хранение и безопасность
Сушёные и консервированные бобы дольше остаются свежими, если хранить их в кладовой или другом прохладном темном месте при температуре 75 °F (24 °C). При обычном хранении семян, они должны храниться от одного до четырех лет для повторной посадки, с очень большим сроком готовности хорошо хранимых семян, приближающимся к неопределенно долгому времени. Необходимо избегать бобов, обесцвеченных по сравнению с чистым белым цветом этих бобов, так как с ними могли небрежно обращаться при сушке.